# دایانا کاردون
دایانا کاردون (انگلیسی: Daiana Cardone؛ زادهٔ ۱ ژانویهٔ ۱۹۸۹) بازیکن فوتبال اهل آرژانتین است.
وی همچنین در تیم ملی فوتبال زنان آرژانتین بازی کرده‌است.